# August Gaul

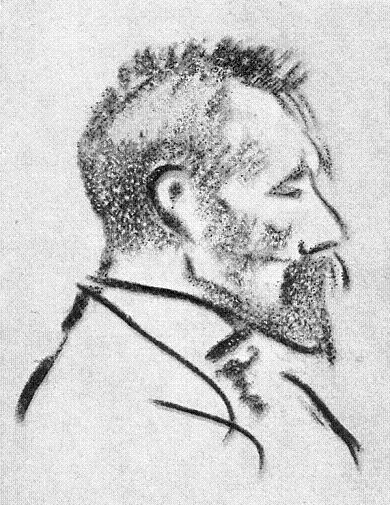
Portret August Gaul van Heinrich Zille (1929)

August Gaul (Hanau-Großauheim, 22 oktober 1869 – Berlijn, 18 oktober 1921) was een Duitse beeldhouwer, die vooral bekend is geworden door zijn diersculpturen.

## Leven en werk
Georg August Gaul was de zoon van de steenhouwer Philipp Gaul in wiens bedrijf hij al jong meewerkte. Hij ving zijn opleiding aan toen hij dertien jaar was aan de Königliche Zeichenakademie in Hanau bij de docenten Max Wiese en August Offterdingen. Daarna werkte hij gedurende enkele jaren als vormgever en ciseleur in een lokale zilverwarenfabriek. In 1888 trok hij, met steun van zijn voormalige docent Wiese, naar Berlijn. Hij werkte in het atelier van de beeldhouwer Alexander Calandrelli en volgde cursussen aan de Unterrichtsanstalt des Kunstgewerbemuseums Berlin. Daar kwam hij in het bezit van een doorlopend toegangsbewijs voor de Zoologischer Garten Berlin, waardoor hij exotische dieren kon bestuderen. Naar verluidt was hij een van de hardnekkigste bezoekers van de dierentuin, die reeds vroeg in de ochtend tekenend werd aangetroffen. In 1893 maakte hij zijn eerste diersculptuur.
Van 1894 tot 1898 werkte hij af en toe in het atelier van de, destijds beroemdste, Berlijnse beeldhouwer Reinhold Begas, die hem betrok bij de uitvoering van het Kaiser-Wilhelm-Nationaldenkmal tegenover het Berliner Schloss. Gaul was verantwoordelijk voor twee leeuwen. In 1897 kreeg hij een beurs voor een studiereis naar Italië van de Akademie der Künste. Van 1897 tot 1898 werkte hij in Rome in het atelier van de beeldhouwer Louis Tuaillon en hij sloot zich aan bij de kring rond de beeldhouwer Adolf von Hildebrand, die met de Berliner Bildhauerschule een tegenpool was van Begas. In 1898 behoorde Gaul, met onder anderen Max Liebermann, Max Slevogt, Lovis Corinth, Louis Tuaillon, Fritz Klimsch en Walter Leistikow, tot de oprichters van de Berliner Sezession. De grote doorbraak kwam voor Gaul met zijn diersculptuur Löwin tijdens de Sezessions-tentoonstelling van 1901.
Tot zijn vriendenkring behoorden de kunstenaars Heinrich Zille en Ernst Barlach. Zakelijk werkte Gaul samen met de Berlijnse uitgever, kunsthandelaar en mecenas Paul Cassirer, met wie hij eng bevriend raakte. Barlach gaf Cassirer en Gaul de bijnaam "Paulchen und Gaulchen".
Gaul stierf in 1921, kort na zijn benoeming tot senator van de Berlijnse Akademie der Künste. Gaul ligt begraven op Friedhof Dahlem in Berlijn.

## Werken (selectie)
- Kaiser-Wilhelm-Nationaldenkmal (1894/1997) in Berlijn - de leeuwen die Beieren representeerden
- Bismarck-Nationaldenkmal (1897/1901) in Berlijn - een luipaard
- Lion (1904), Alte Nationalgalerie in Berlijn
- Wisente (1910/1913, Kunsthalle zu Kiel in Kiel
- Entenbrunnen (1911), Renaissancetheater in Berlijn
- Pinguinbrunnen (1912), Hamburger Stadtpark in Hamburg
- Eselreiter (1912), Beeldenpark van het Städel Museum in Frankfurt am Main
- Kämpfende Wisente (1912) in Kaliningrad (destijds Königsberg)
- Stadt-Hirsch (1912) in Berlin-Schöneberg
- Fliegerdenkmal (1923), op de Wasserkuppe in de Rhön - de adelaar
- Schafe, Klöpperhaus in Hamburg

## Fotogalerij

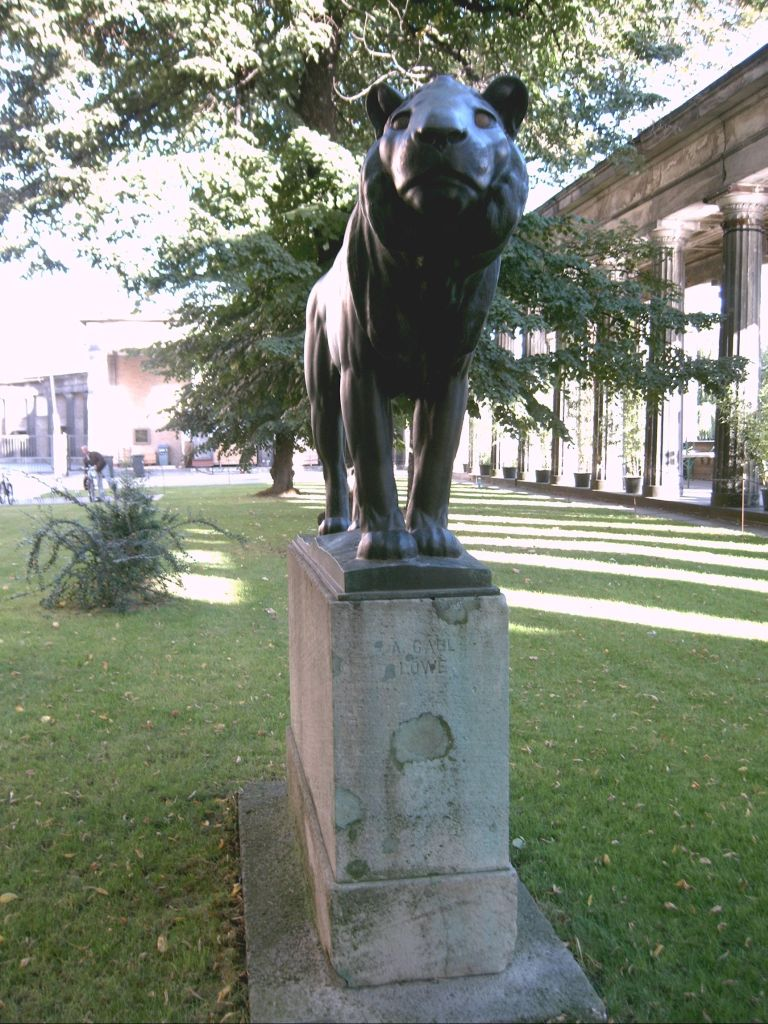
Berlijn, Lion bij de Alte Nationalgalerie
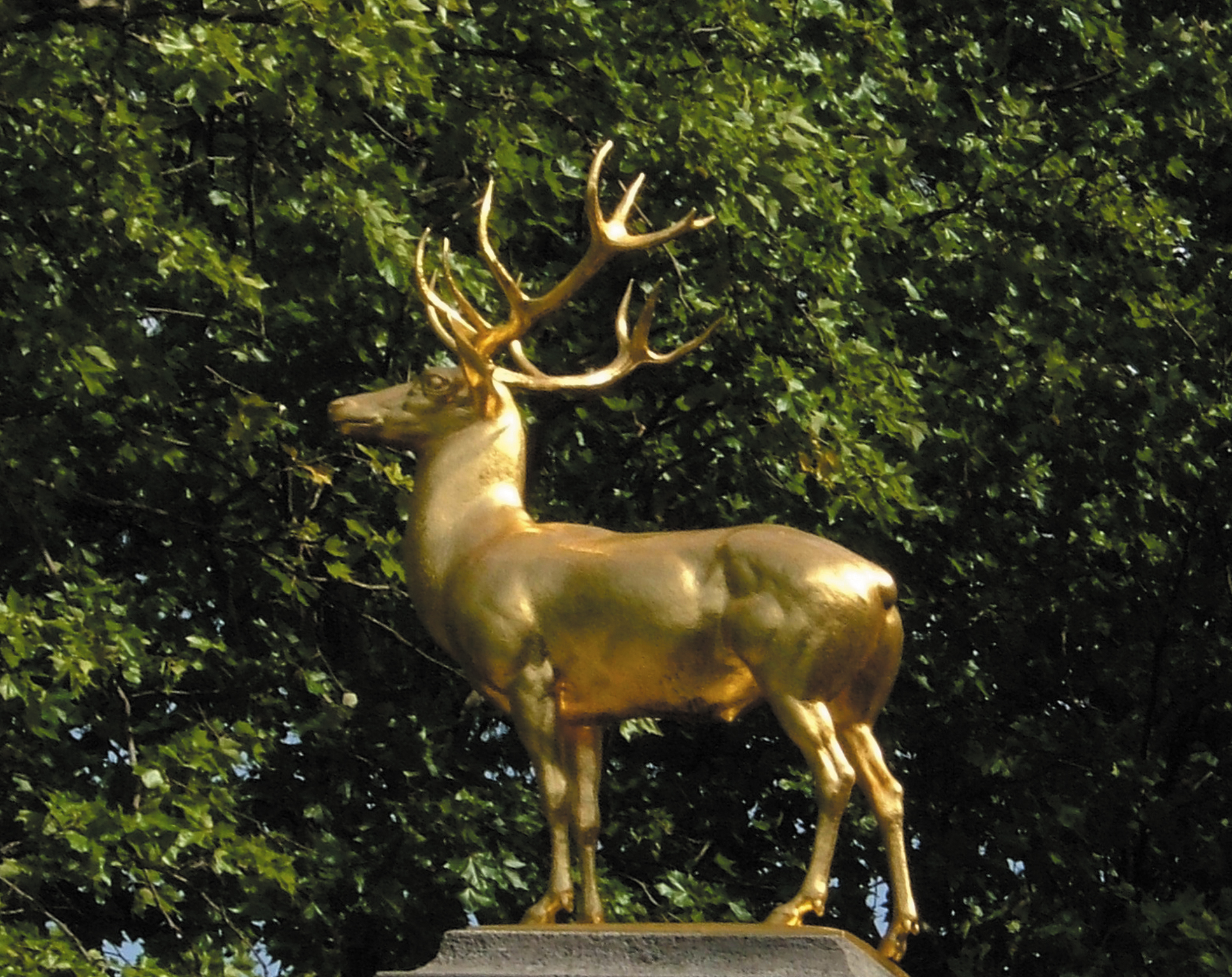
Stadt-Hirsch, Berlijn
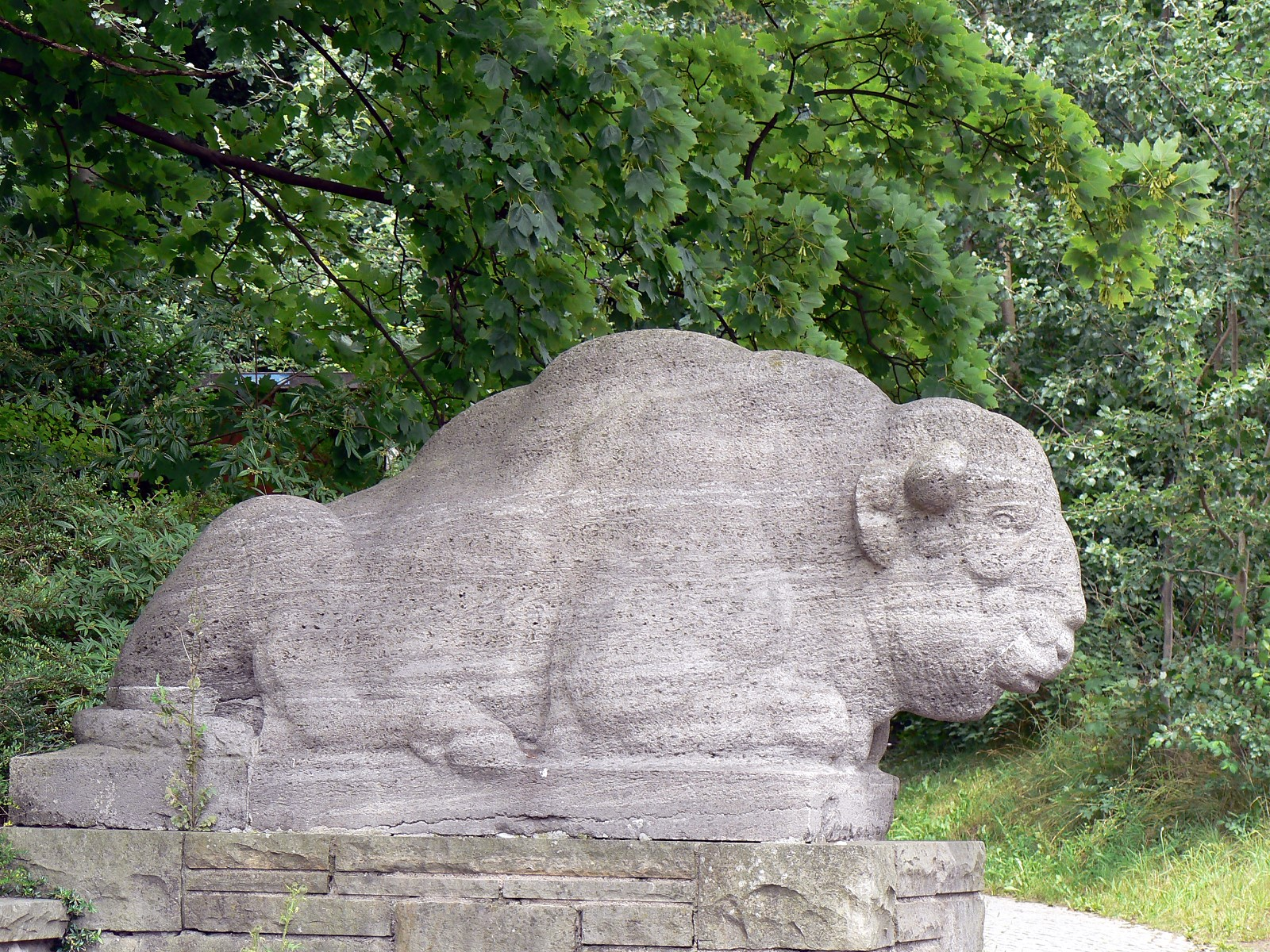
Wisente, Kiel
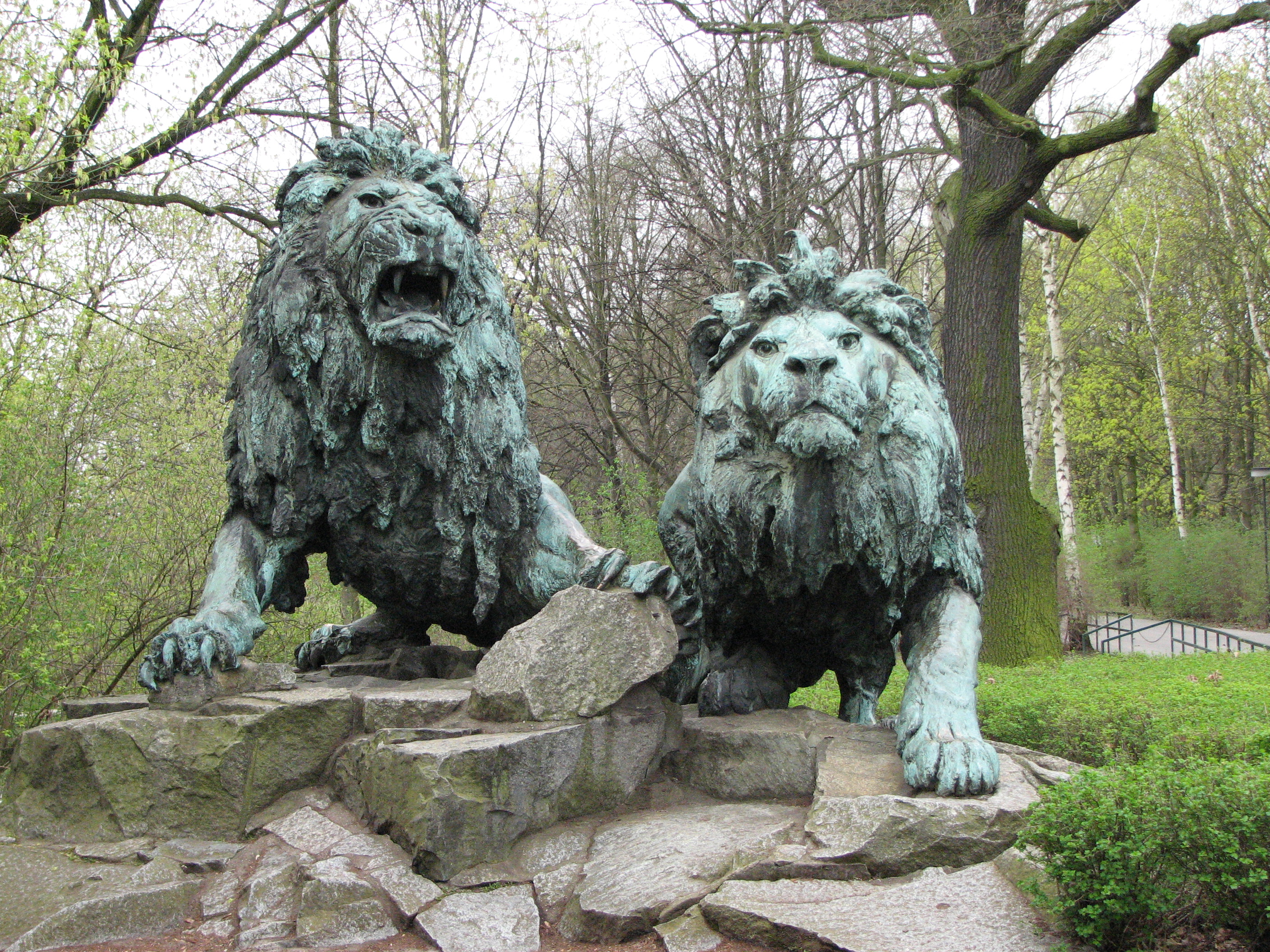
Leeuwen van het Kaiser-Wilhelm-Nationaldenkmal
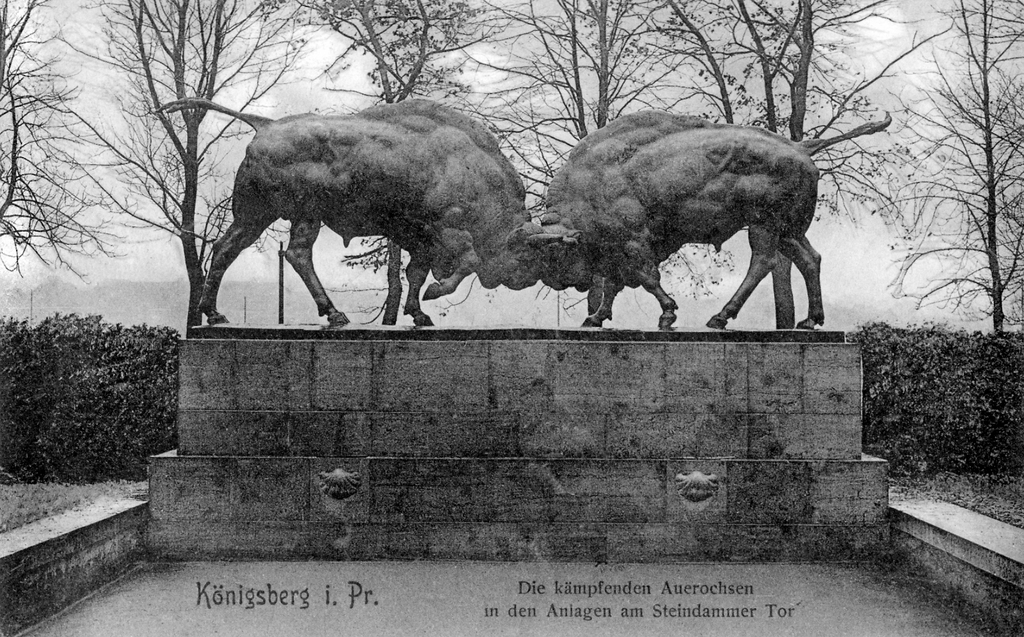
Kämpfende Wisente, Königsberg
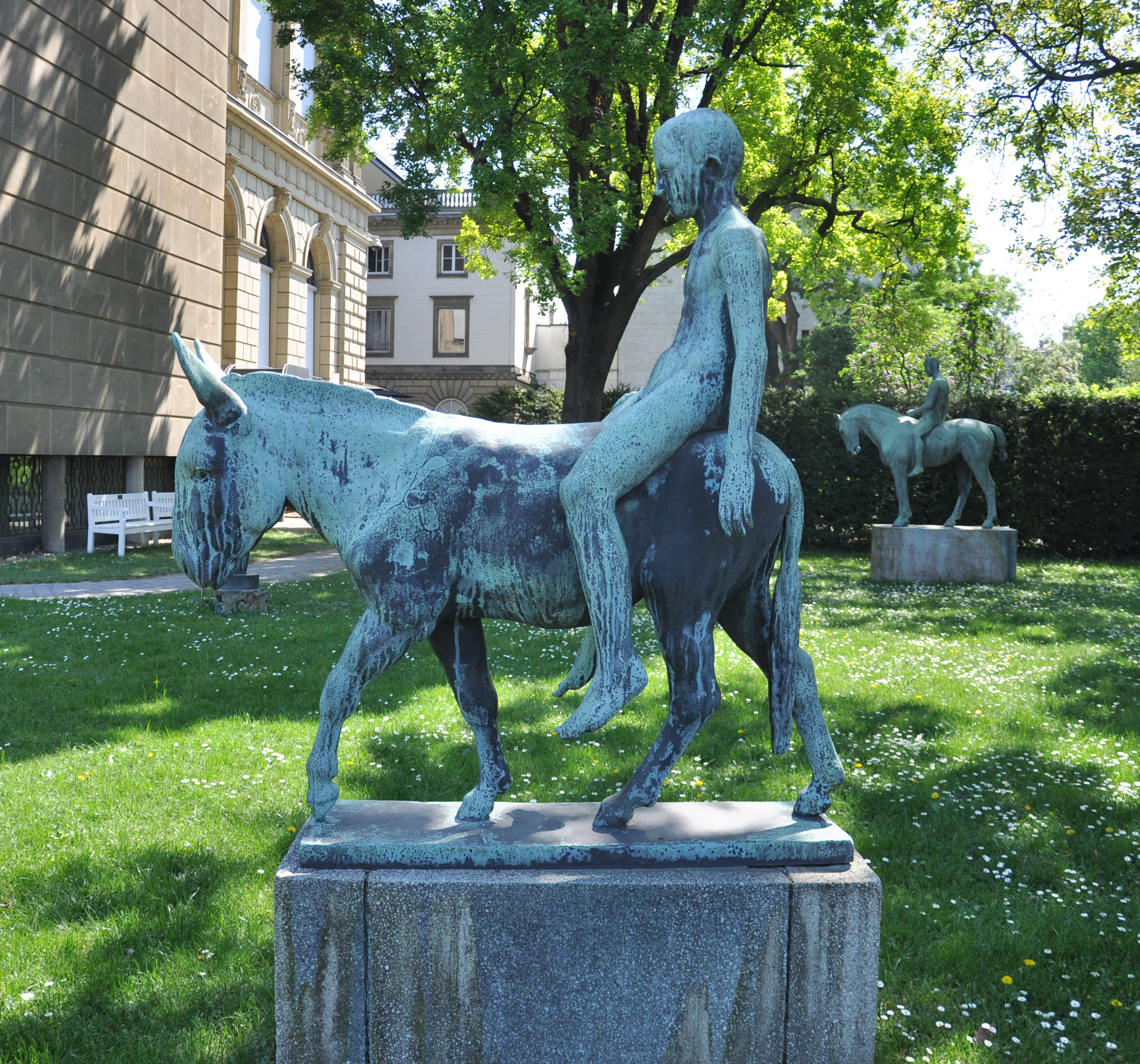
Eselreiter, Frankfurt am Main
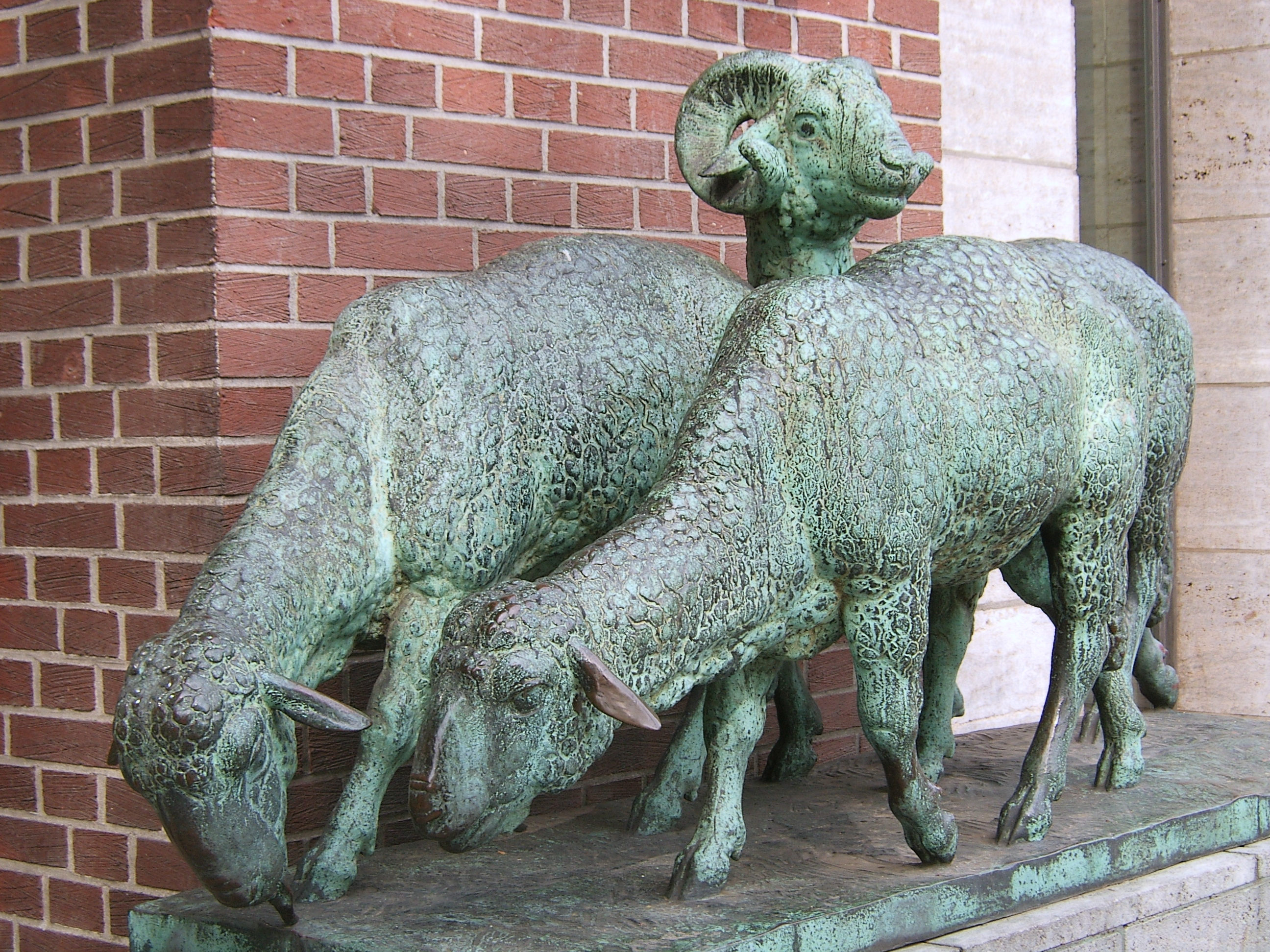
Schafe, Hamburg